# 聖ザベリオ宣教会
聖ザベリオ宣教会（せいざべりおせんきょうかい・Xaverian Missionaries）は、1895年、イタリアで創立されたキリスト教 カトリックの男子(司祭)宣教会である。

## 創設
創立者は、聖グイド・マリア・コンフォルティ。フランシスコ・ザビエルの精神を生きる者として、宣教会名を「聖ザベリオ宣教会」と命名。1895年12月3日に聖ザベリオ宣教会を創立し、教皇レオ13世から正式な認可を受ける。1899年、2人の宣教師が最初の派遣地である中国で宣教活動を開始。
海外派遣地は、世界21カ国に及ぶ。

## 会のカリスマと霊性
キリスト信者でない人々に、神の国の福音を述べ伝えることは本会の唯一・固有の目的。このカリスマによって、キリスト教徒ではない民族やグループに派遣される。より徹底的に福音宣教への奉仕をするために、貞潔・清貧・従順の誓願によって生きる。使徒的生活と修道生活は唯一のカリスマであり、一体のものである。
主キリストこそは、会員の生活の中心であり、すべての行動、思いと愛の源泉と手本をキリストに求める。

## 日本での活動
1949年1月、当時の大阪教区長・パウロ田口芳五郎司教がローマ教皇庁公使の依頼により聖ザベリオ宣教会を受け入れる。1949年12月、神戸に到着した3人の会員が岸和田教会へ。その後、泉佐野、岬、貝塚、泉、泉南、熊取教会に共同体が設立される。1950年7月、当時の福岡教区長・ドミニコ深堀仙右衛門司教により宮崎県の教会の司牧を担当。1958年7月、鹿児島司教区の姶良郡、大隅半島、種子島、屋久島地区の司牧を担当。1987年、会員であるフランコ・ソットコルノラ神父が「生命山カトリック別院」を創立。2003年には、聖ザベリオ宣教会の事業として名を「真命山諸宗教対話・霊性交流センター」に改称した。
大阪高松大司教区、大分司教区、鹿児島司教区、福岡司教区で宣教活動をしている。

## 日本管区本部　所在地
〒598-0005 大阪府泉佐野市市場東1-103-1　

### 九州本部　所在地
〒880-0051 宮崎市江平西2-3-52　